# 性的虐待
性的虐待（せいてきぎゃくたい）とは、上下の発生する関係性において、上位の者がその力を濫用もしくは悪用して、下位の者の権利・人権を無視して行う、性的な侵害行為のことである。性虐待（せいぎゃくたい）ともいう。略語としては性虐（せいぎゃく）という言葉もある。広義には強姦、セクシャルハラスメントなどが含まれる。
一般には児童性的虐待を指すことが少なくないが、実際には性的虐待ならば児童のみならず高齢者、配偶者（内縁関係を含む）、障害者に対するものについても認識されている。さらに、人間のみならずペットや家畜などの動物に関しても用いられる。

## 被害者の性別

### 女性
女性に対する性暴力。性犯罪の被害者は多くが女性であり、例えば2016年に日本で認知された強制わいせつ罪の被害者の96%が女性であった。2017年の強制性交等罪では、被害者の99%が女性であった。
第4回世界女性会議（1995年、北京）で採尺された行動綱領は、「人への暴力は、人間の普遍的人権と基本的自由を侵害するものである」と書き起こされている。
2017年にアメリカ合衆国でセクハラの大規模告発が起こったことに伴い、翌年タイムズ・アップ支援基金が発足した。被害者とされる人には男性もいたが、この件でフェミニズムが注目された。

### 男性
男性に対する性暴力。日本では旧「強姦罪」（2017年名称廃止）では男性は強姦被害者として認めていなかったが、「強制性交等罪」で事実上強姦に当たる行為について男性を被害者として認めている。日本国外では、アメリカでも男性も強姦の被害者として認めている。

## 弱い被害者

### 子供
家庭の内外を問わず子供が被害者になる場合がある。家庭内の方が重くなるケースは多いが、家庭外であっても被害が深刻なケースは多い事にも注意しなくてはならない。いずれにせよ、幼児期に性的虐待が行われたケースでは、その体験が被害者に心的外傷となって残るため、被害者のその後の性格形成や人生に深刻な影響を及ぼすケースが少なくない。またセクハラなど軽度だと表に出ないことが多いが、子ども自身は大きく傷つく。
日本では「児童虐待の防止等に関する法律（児童虐待防止法）」が2000年5月に成立し、第2条で「児童にわいせつな行為をすること又は児童をしてわいせつな行為をさせること」として、性的虐待を定義した。この法律は家庭内のものに限ったものである。
子供のなかでも、特に児童養護施設になどの施設に入所する児童は立場が弱く、北九州児童養護施設虐待事件などのように、しばしば職員による入所児童（13歳未満含む）への性的虐待が報道されている（#事例も参照）。

### 老齢者
高齢者の性的虐待に関しては、全体に対する比率としての調査は行われていないが、事例は多く存在する。日本の「高齢者の福祉施設における人間関係の調整に係わる総合的研究」（1994年6月、調査内容は家庭内虐待）では、過去半年間で3人、「特別養護老人ホームにおける高齢者虐待に関する実態と意識調査」（2000年3月）では過去1年間で16人とされたが、虐待の多くが密室で行われることや、認知症を起こしている入居者も多いため、その詳細に関しては不明な点が多い。
日本では2006年4月1日より「高齢者の虐待の防止、高齢者の養護者に対する支援等に関する法律（高齢者虐待防止法）」が施行され、「高齢者にわいせつな行為をすること・又は高齢者をしてわいせつな行為をさせること」として、性的虐待を定めている。

### 障害者
障害者も性的虐待の被害者となることがある。性的虐待を受けた障害者は、加害者のケースもある介助者からの報復を恐れて虐待を報告せず、必要な支援を得られない場合がある。また、障害による身体的・心理的制約により、虐待の報告が難しい場合もある。

### 動物
動物に対しても獣姦などの性的虐待は行われている。イヌのペニスは人間のサイズに近いため、こうした動物などが被害に遭う。また、近年の獣医学では動物であっても人間と同じような外傷性の精神障害が現れることが分かっている。

## 加害者と被害者の関係

### 親子
2017年に刑法第179条に「監護者わいせつ罪」と「監護者性交等罪」が新設され、被害者が18歳未満の場合は警察がその行為についてだけで対応できるようになった。

### 配偶者
一般には配偶者に対して、身体的虐待をする例がよく知られている。だが日本では、夫から性的虐待を受けているとされる女性は「女性に対する暴力調査」（1997年）では20.9%に上っている。その心理的苦痛にもかかわらず、妻という立場のためか社会的な認知は非常に受けづらい。輪姦や監禁などといった極端な例で逮捕される例こそあれ、一般には沈黙を強いられている場合が多い（なお、ドメスティック・バイオレンスの家庭で育った子供達は、その後の性被害率が高いことでも知られる）。

### 児童指導員・保育士と入所児童
児童養護施設に勤務する児童指導員・保育士が、入所する児童を性的虐待する事件は度々報道されている。特に男性保育士は保育士登録を取り消される割合が高く、女性保育士の20倍以上となっている。

### 教師と教え子
教師と教え子の性的関係はかつては事実上無視されていた。日本では21世紀に入って懲戒免職のような対応が進んでなされることになった。

## 医学的影響
かつての医学界では性的虐待は精神分裂病（当時の名称、現在の名称は統合失調症）による幻覚だとしか思われていなかった。統合失調症の提唱者であるオイゲン・ブロイラーは、1911年の著書『早発性痴呆または精神分裂病群』において性的な幻覚を統合失調症における最も重要な身体的幻覚の症状であると定義した。
しかし、時代の経過とともに本当にこれは幻覚なのかと疑惑が持ち上がってくることになる。2018年には性的虐待のような長期反復的トラウマ体験にみられる心的外傷後ストレス障害（いわゆる「複雑性PTSD」）が、疾病及び関連保健問題の国際統計分類 (ICD) の次回改訂版（第11版）で疾患として認められるべく準備版が用意されていることが発表され、2019年に実際に改訂が行われた。
- 虐待防止に取り組むアメリカのある団体[注釈 1]が1986年に行った調査によれば、抑うつ状態・自殺念慮・分裂性障害（当時の名称による）・多重人格障害（同じく当時の名称）などの精神衛生上の治療を受けている女性のうち、60%がレイプされた経験があるという（男性は36%）。

## 事例
- 1973年、近親姦を強制され、子供を産まされ続けていた娘が父親を殺害した事件で、尊属殺重罰規定違憲判決が下る。
- 1980年、神奈川金属バット両親殺害事件発生。警察内部で、母親と息子の近親姦の発表議論がなされたという話が飛び交う。
- 1988年、宮﨑勤が幼女を次々に誘拐し、猥褻行為を行った後に殺害した東京・埼玉連続幼女誘拐殺人事件が発生。
- 1989年、東京都で、少年達によるレイプ殺人事件である女子高生コンクリート詰め殺人事件発生。
- 1995年、妹や娘、母などとセックスしていたシリアルキラー、フレデリック・ウェストが刑務所で首吊り自殺。米兵による小学生に対するレイプ事件沖縄米兵少女暴行事件発生。障害者に対するレイプ事件・水戸事件発覚。
- 1996年、ベルギーで少女監禁レイプ殺人事件が起こり、6人が誘拐され、そのうちの4人が殺害され、生存はザビーヌ・ダルデンヌら2人のみ。リトル・ミス・コロラドに選ばれていた少女が性的暴行を受け殺害されたジョンベネ殺害事件が発生。千葉県船橋市の児童養護施設「恩寵園」で園長や職員による児童に対しての性的虐待（恩寵園事件）が発覚。
- 1997年、女の教師メアリー・ケイ・ルトーノーによる、教え子に対するレイプ事件発覚。彼女は2回妊娠し、2005年に少年と結婚した。
- 2002年1月、ボストン・グローブ誌でカトリック教会の大規模な性的虐待を報道（カトリック教会の性的虐待事件）。2月、伊勢崎市同居女性餓死事件が発覚し、姉と弟の近親姦があったと騒がれる。
- 2003年、かつて性被害者であった少年が男児に対しサディスティックな猥褻行為を行った後に殺害し補導された長崎男児誘拐殺人事件が発生。
- 2004年3月、高崎小1女児殺害事件発生。4月、アブグレイブ刑務所における捕虜虐待が発覚。11月、奈良小1女児殺害事件発生。アメリカではフロリダ性的暴行事件が発生。
- 2005年、男が女性たちを性奴隷化した北海道・東京連続少女監禁事件発覚。11月、広島小1女児殺害事件発生。
- 2006年10月、福岡中2いじめ自殺事件（ズボンを脱がそうとしたとして少年たちが送検された）。11月、新潟県神林村男子中学生自殺事件が発生。
- 2007年3月、尼崎小学生女児暴行事件が報道される。
- 2014年、アメリカンスクール・イン・ジャパンの元教員であるジャック・モイヤーから1960年代から2000年代にかけて数十人の女子生徒が性的虐待を受けていたことが発覚。セント・メリーズ・インターナショナル・スクールにおいて、設立以来、教員による性的虐待が生徒に対して繰り返されていたことが発覚。
- 2016年から2019年にかけて、福岡県北九州市の民間の児童養護施設で男性職員が入所児童4名に性的暴行をした北九州児童養護施設虐待事件が発生。
- 2019年から2020年にかけて、男性保育士による児童性的暴行（野田市園児性的暴行事件）が発生。
- 2022年、男性保育士による児童性的虐待（静岡児童性的虐待事件）が発生。
- 2023年、ジャニー喜多川性加害問題が表面化。
- 2023年、BBCの調査報道番組「パノラマ」によりアメリカ合衆国のファッションブランド「アバクロンビー&フィッチ」のCEOマイク・ジェフリーズ（英語版）による、組織的なネットワークを介した世界各地でセックスイベントを開催した上でのモデルの青年男性らを性的に搾取・虐待していた疑惑を放映されたことで[4]、FBIの捜査を経て、2024年に、ニューヨーク連邦地検はジェフリーズら3人は性的人身売買などの罪で逮捕、起訴された[5]。